# Batalla de la Cuchilla de El Tambo
La batalla de la Cuchilla del Tambo fue un enfrentamiento armado entre las tropas independentistas de Nueva Granada y el ejército de la Corona española, ocurrido el 29 de junio de 1816, durante la guerra de Independencia de Colombia en el sitio conocido como la Cuchilla de El Tambo, en inmediaciones de la ciudad de Popayán (actual Colombia). En esta batalla fueron derrotadas totalmente las tropas republicanas a manos del ejército realista. Con este triunfo de las fuerzas realistas se dio fin a la Primera República y se dio por terminada la reconquista española del territorio de la Nueva Granada.

## Antecedentes
Para el año de 1816, antes de la batalla, la situación era precaria para las tropas independentistas de la Nueva Granada. Desde Quito y Perú se enviaron refuerzos realistas a Pasto para la ofensiva hacia Popayán comandados por el brigadier Juan de Sámano quien regresaba al mando, que se hallaban acantonados en Pasto; al mismo tiempo que desde Cartagena, el general Pablo Morillo avanzaba con la Reconquista.  
El centro del país ya había sido ocupado por los coroneles españoles Miguel de la Torre y Sebastián de la Calzada logrado tras la derrota del Ejército del Norte en la batalla de Cachirí en febrero de 1816. Los restos del ejército del norte del ejército de la unión se pusieron al mando del general de brigada Manuel Serviez quien tomó las tropas de la unión y se retiró a los llanos orientales. Los miembros del gobierno republicano se retiraron en dirección a Popayán acompañados por la Guardia de Honor y el Batallón Socorro al mando del coronel Pedro Monsalve. 

### Estrategia Realista
El plan concebido por el general Morillo contaba con que la captura de las provincias de Antioquia, Mariquita y Neiva y cortada la comunicación de Cali y el Puerto de Buenaventura, una vez se ocupara la provincia del Chocó por la columna del coronel Julian Bayer, las tropas independientes en Popayán quedarían rodeadas por las fuerzas victoriosas que ya habían subyugado las otras provincias, por las que enviaría de Santa Fe y por las del brigadier Sámano desde Pasto.
El 6 de mayo, entraron las tropas españolas a Santafé de Bogotá y a fines de ese mismo mes el coronel Juilan Bayer ya había tomado la provincia del Chocó, el coronel Francisco Warleta también se había apoderado de la provincia de Antioquia. Warleta y Bayer inciairon su operación de penetrar simultáneamente, al Valle del Cauca siendo el punto central la ciudad Cartago. Las columnas del Chocó y Antioquia se reunieron en Anserma y las del Magdalena y La Plata a dos leguas de Cartago. 
El 8 de mayo de 1816, el brigadier Sámano comandante de la división de Pasto, obedeciendo a las órdenes emanadas del general Morillo y comunicadas por el presidente de Quito Toribio Montes, salió de Pasto el 8 de mayo de 1816, a la cabeza de su columna compuesta de 400 hombres de línea y 600 milicianos disciplinados, para trasladarse hacia Popayán y fortificarse en un punto conveniente, a fin de llamar la atención de los independientes y de cortarles el paso cuando fueran empujados hacia el sur por el resto de las tropas reales quienes avanzaban desde del norte por las provincias de Antioquia y Chocó. Se le incorporó algunas guerrillas realistas del valle de Patía comandadas por Simón Muñoz, para un total 2.000 tropas la mayor parte fusileros, bien armados y municionados.
Después de una marcha dilatada a la espera de las noticias de los movimientos de las otras tropas, tomó posiciones en un lugar denominado  Cuchilla del Tambo, cerca de la población del Tambo a unas 6 leguas de Popayán. Sámano ordenó la construcción de unas fortificaciones y arreglos defensivos que consistieron  en un parapeto de más de 7 pies de elevación y 4 de espesor, en forma de pentágono irregular, con su respectivo foso, que no alcanzó a ser terminado y en unas explanadas para emplazamiento de las piezas de artillería.

### Situación del Ejército del Sur
El ejército del sur del ejército de la unión tenía a su disposición alrededor de 700 hombres acantonados en Popayán, al mando del general José María Cabal. Estas tropas consistían en unos 580 infantes, 30 artilleros con dos piezas ligeras de a 4 y como 70 de caballería, la mitad veteranos y la otra mitad voluntarios de Popayán, de los batallones Granaderos de Cundinamarca y Antioquia la caballería se encontraba bajo el mando del coronel Antonio Obando.  El reducido número de tropas se debió a que muchos unidades que antes componían el ejército del sur habían sido trasladados el año pasado para la fallida defensa en el norte del país.
Aunque Cabal era comandante del ejército, juzgaba por perdida la acción en una batalla contra Sámano, y opinaba de que las tropas deberían repartirse en guerrillas en el valle del Cauca. Esto causó un descontento entre sus oficiales y sus soldados quienes querían salir al encuentro y buscar el enemigo, debido a esto renunció el mando y se retiró para su hacienda en el Valle del Cauca. Con la renuncia de Cabal, el teniente coronel Andrés Rosas convocó un junta de oficiales para determinar quién asumiría el mando. La junta finalmente escogió al teniente coronel Liborio Mejía como comandante del ejército del sur. Al mismo tiempo José Fernández Madrid, ratificaba su renuncia a la presidencia de las Provincias Unidas de la Nueva Granada, siendo elegido como dictador a Custodio García Rovira, quien tenía 36 años de edad y Mejia como vicepresidente. Pero como Rovira todavía iba en camino a Popayan ya que había salido tarde de Santafe, Mejia ejerció las funciones como presidente-dictador mientras este llegaba.
   

La junta de oficiales que eligió a Mejía para jefe, había resuelto unánimemente:
"que la división del Sur, que siempre había adquirido laureles en el campo del honor, debía preferir el sacrificarse entera en aras de la libertad, más bien que hacer una deshonrosa capitulación"
Con esta declaración las tropas patriotas tomaron la decisión osada de atacar a las fuerzas realistas, antes que rendirse, aún con la inferioridad numérica del bando patriota. 

## Batalla
El teniente coronel Liborio Mejía al mando del ejército del sur del ejército de la unión formó sus soldados para el inicio de operaciones el 27 de junio de 1816, antes de partir de Popayán arengó sus soldados diciéndoles:
"Somos pocos comparados con el enemigo; pero les excedemos en valor y en decision por la más justa de las causas !"
Se pusieron en marcha a la busca del enemigo ese mismo día del 27 de junio de 1816. Al día siguiente el 28 de junio llegaron al corregimiento de Piagua a la vista de las avanzadas de las tropas reales, que en virtud de órdenes de Sámano retrocedieron hacia la posición fortificada.
La estrategia defensiva adoptada por Sámano tenía como objetivo no solo rechazar el ataque de los republicanos sino también quebrantarlos antes de su llegada a la posición, con el propósito de ganar tiempo para retirar el hospital establecido en el pueblo del Tambo y de completar los arreglos defensivos en la cuchilla. Para esto destacó en la tarde del 28 una columna de 200 hombres al mando del guerrillero realista Simón Muñoz para que dividida en dos grupos, dilatara el avance de los republicanos, saltando de loma en loma, sosteniéndose un grupo mientras el otro se retiraba hasta una nueva posición, y repitiendo lo mismo sucesivamente hasta llegar al pueblo del Tambo. En el pueblo de Tambo se encontraba una guardia realista a órdenes del mayor Francisco Jiménez, protegiendo el hospital que se había establecido ahí. Sámano ordenó a Jiménez a retirarse y de remitir el hospital a una jornada atrás de la posición principal, lo que ejecutó sin dificultad. 
El 29 de junio de 1816 a las 6 de la mañana salieron los republicanos  en marcha a las posiciones realistas, divididos en dos secciones iguales: la primera, a la que agregaron la caballería, tomó el camino real con dirección al pueblo del Tambo; la segunda se encaminó paralelamente para tratar de caer sobre la derecha de la cuchilla y a ésta le agregaron la artillería. 
Cuando los republicanos se acercaban al pueblo del Tambo, Sámano se adelantó hasta más allá del pueblo, a fin de realizar por sí mismo un reconocimiento que le permitiera enterarse de los movimientos adoptadas por los republicanos. Gracias a este reconocimiento comprobó que los republicanos se habían dividido en dos columnas; uno pasando por el pueblo y otro por la derecha de la cuchilla. Para dilatar aún más su marcha por aquel camino volvió Sámano a la:posición y dispuso que una columna de las milicias de Pasto, también de 200 hombres, a las órdenes de Ramón Zambrano, saliera al encuentro del enemigo y le ofreciera resistencia, en la misma forma de saltos sucesivos como los guerrilleros de Muñoz.
La columna realista mandada por Muñoz, no se retiró hasta la posición, sino que se emboscó como dispersa a la izquierda del pueblo del Tambo, con el propósito de caerles por la espalda a los independientes, cuando los intentaran la subida de la cuchilla. Reforzada la columna de Zambrano con dos compañías más, emprendió un combate dilatorio hasta que recibió orden de Sámano de retirarse, para atraer al enemigo ya fatigado y desfallecido hasta los atrincheramientos. 

José Hilario López notó en sus Memorias que  
"Nuestra columna llegó hasta el último mamelón a medio tiro de fusil del campo enemigo, y allí colocó sus dos cañones, esperando que la primera sección se aproximara, y se diese la orden del asalto por el Comandante en jefe, que marchaba por el lado del Tambo. Verificada ésta se dio la señal deseada, a la cual arremetimos violentamente sobre los parapetos, en donde se nos recibió con un fuego de artillería y mosquetería mortíferos; pero no por eso dejamos de fijar nuestras banderas al mismo pie de sus atrincheramientos." 
El abanderado del batallón Granaderos de Cundinamarca  el alférez José María Espinosa notó por su parte que:
"Allí se generalizó el fuego, y como duraba ya más de una hora sin resultado, y nuestras municiones eran escasas, se dio orden de avanzar al batallón Granaderos de Cundinamarca. Nuestros soldados se arrojaron con el mayor valor y llegaron al pie de los atrincheramientos, pero viendo que sufría muchas bajas y que comenzaba a ceder, fue reforzado con el Antioquia, y últimamente se hizo general el combate, comprometiéndose en la línea de las fortificaciones casi toda nuestra gente."
La caballería republicana armada con carabina, fue colocada en el flanco izquierdo. Llegado el momento atacó a la caballería realista, quienes eran armados con lanzas y los obligó a retirarse hasta el sitio llamado de "Los Aguacates", en donde pudo rehacerse, porque la republicana no siguió en su ,alcance, contentándose con permanecer en el camino del mismo nombre, único que podía tomar el enemigo en caso de retirada. 

Por tres horas desde las 7 a. m. hasta las 10 a. m. lucharon encarnizadamente por tomar las fortificaciones realistas pero los republicanos carecían de elementos para escalarlos y las municiones estaban agotadas. Las piezas de artillería realistas hacían un gran daño desde las explanadas a donde se traían ya cargadas para hacer los disparos. Fue hacia el medio día que la columna de patianos atacó por la espalda a los republicanos. Sámano aprovechó esto momento por hacer salir de los atrincheramientos la mayor parte de las tropas y atacar a los republicanos. Ante el fuego enemigo y finalmente fueron rodeados, y obligados a rendirse, de lo cual Espinosa comentó 
"Ya no era posible obrar en concierto cada cual hacía lo que podía y nos batíamos desesperadamente; pero era imposible rehacerse, ni aun resistir al torrente de enemigos que, saliendo de sus parapetos nos rodearon y estrecharon hasta tener que rendirnos. Sucumbimos pero con gloria."
El valor y arrojo de las tropas republicanas también fue reconocido por el propio Sámano quien escribió "No se puede negar que acometieron con despecho estos malvados por todas partes, llegando a menos de una cuadra de los atrincheramientos. pero todo fue en balde" y estas palabras despectivas son el mejor elogio que puede hacerse al puñado de valientes que tan heroicamente se sacrificaron por su patria. 

## Consecuencias
Al final del combate, en el campo de batalla yacían 280 independentistas muertos; 78 heridos  y en poder de Sámano 310 prisioneros y todo el material de guerra. Tan solo 28 hombres pudieron escapar siendo ellos el coronel Mejia acompañados de algunos hombres.
Los realistas por su parte según el parte dado por Sámano sufrieron como 16 hombres fuera de combate entre ellos dos oficiales muertos: el capitán de las milicias de Pasto, don Eduardo Burbano, y el teniente de las mismas milicias, don Agustín Varela. Los prisioneros patriotas fueron llevados atados y a pie desde el campo de batalla hasta los calabozos de la cárcel de Popayán.
La victoria en la Cuchilla de El Tambo fue decisiva para la carrera de Juan de Sámano. En virtud de esta, fue ascendido de brigadier a mariscal de campo e invitado a Santafé por orden de El Pacificador el general Pablo Morillo quien lo nombró comandante general de la Nueva Granada, cuya sede era Santafé de Bogotá. Sámano arribó a esta ciudad el 23 de octubre de 1816.

### Batalla de la Plata
Entre tanto, los pocos republicanos que lograron escaparse de la derrota siendo entre ellos el coronel Mejía, que salvó la vida merced a la bondad de su caballo, fueron a incorporarse con los 40 hombres dejados en Popayán, y marcharon a La Plata para reunirse con en el veterano batallón del Socorro que mandaba el coronel Pedro Monsalve. Este cuerpo que había salido de Santafé con el presidente Rovira, no pudo llegar a tiempo para entrar en la batalla de la Cuchilla. Se hicieron fuertes allí en la Plata con solo 150 hombres. Fueron derrotados el 10 de julio de 1816 en la batalla de La Plata por parte de la columna que mandaba el coronel Carlos Tolrá. 
Con la derrota de los neogranadinos en la Cuchilla de El Tambo y en La Plata se dio fin a la Primera República de la Nueva Granada, y la Reconquista Española fue un hecho, solo quedando bajo control de los independentistas la provincia del Casanare.

### Suerte de los prisioneros
El 1 de julio de 1816, el ejército de Sámano se apoderó de Popayán. Sámano remitió al menos 170 prisioneros a Pasto mientras que los oficiales se quedaron en Popayán, porque Sámano quería que los “oficiales sufrieran su pena en Popayán, donde han cometido sus delitos”. Los primeros en ser fusilados fueron los oficiales Andres Rosas, José España y Rafael Lataza. Entre los prisioneros se encontraba personajes importantes como el alferéz abanderado José María Espinosa, el soldado José Hilario López, y el capitán Joaquín París junto con otros 21 oficiales. 
Estos luego fueron notificados por un oficial realista de que iban a ser quintados (sortear un prisionero de cada cinco para enviarlo al patíbulo). Un niño de ocho años sacó las boletas de una vasija; las papeletas rotuladas "muerte" les correspondieron al joven José Hilario López, Rafael Cuervo, Mariano Posse y Alejo Sabaraín, este último fue el amante de Policarpa Salavarrieta. Según Joaquín París que "López, luego que sacó su boleta a muerte, en vez de inmutarse hizo con ella un cigarrillo y luego entró a la capilla diciendo: me fumaré mi suerte..." Los condenados estuvieron preparándose para morir hasta el día siguiente. Cuando los condujeron al patíbulo, en la plaza principal de Popayan, encontraron los cadáveres de otros patriotas fusilados siendo estos los del general José María Cabal, el coronel José María Quijano, y el teniente coronel Francisco Matute. Ya estaban al pie de los banquillos, asistidos por sacerdotes, cuando llegó el indulto del presidente de Quito, y fueron llevados de nuevo a prisión. Así, por un segundo, se salvaron de ser ejecutados. No tuvo igual suerte el prócer y aristócrata quiteño Carlos de Montúfar, quien fue capturado, condenado a muerte y ejectutado en Buga poco tiempo después. 